# Bulevardul Nicolae Bălcescu din Buzău
Bulevardul Nicolae Bălcescu este una din străzile principale ale orașului Buzău, România. Amenajat în timpul mandatelor primarului Nicu Constantinescu, el leagă centrul orașului cu Parcul Crâng. S-a mai numit și Bulevardul Parcului, Bulevardul Crângului, Bulevardul Ion C. Brătianu și Ulița Gârliței.